# Šelkovskaja
Šelkovskaja (in russo Шелковская?; in ceceno: Шелковски) è un villaggio della Russia che si trova nella Repubblica Autonoma della Cecenia. È il centro amministrativo del distretto Šelkovskoj.